# Ferrol

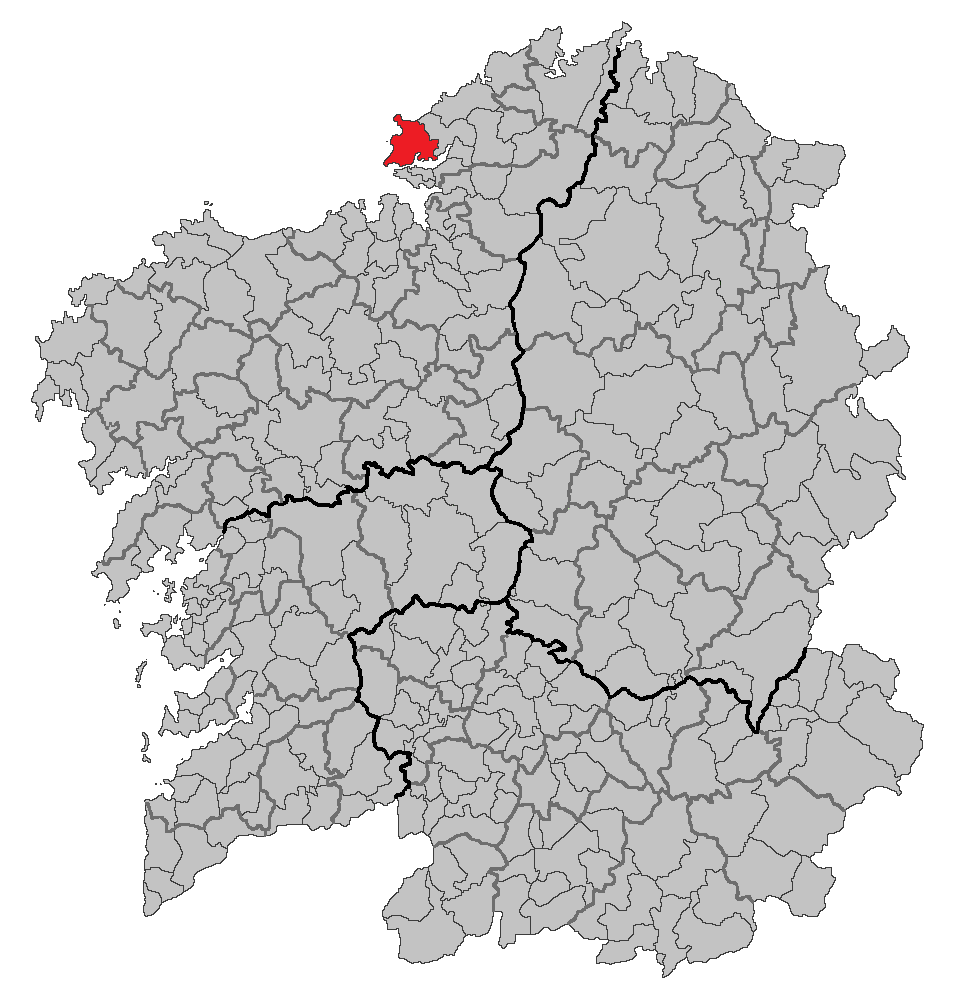
Localização de Ferrol

Ferrol é uma cidade espanhola situada no noroeste da Galiza, no norte da província de A Coruña. A cidade encontra-se no interior da ria de Ferrol, embora o município abranja também uma destacada faixa litoral aberta ao oceano Atlântico.
É uma cidade orientada tradicionalmente para as atividades marítimas, através do porto de pesca e comercial, estaleiros civis e militares, instalações da Marinha ou as praias turísticas.
Com uma população de 64.785 habitantes (INE 2021), é o terceiro município mais povoado da província de A Coruña e o sétimo da Galiza. A área metropolitana de Ferrol, conhecida como Ferrolterra, reúne ás  comarcas de Ferrol, Eume e Ortegal, con uma população perto dos 200.000 habitantes.

## História

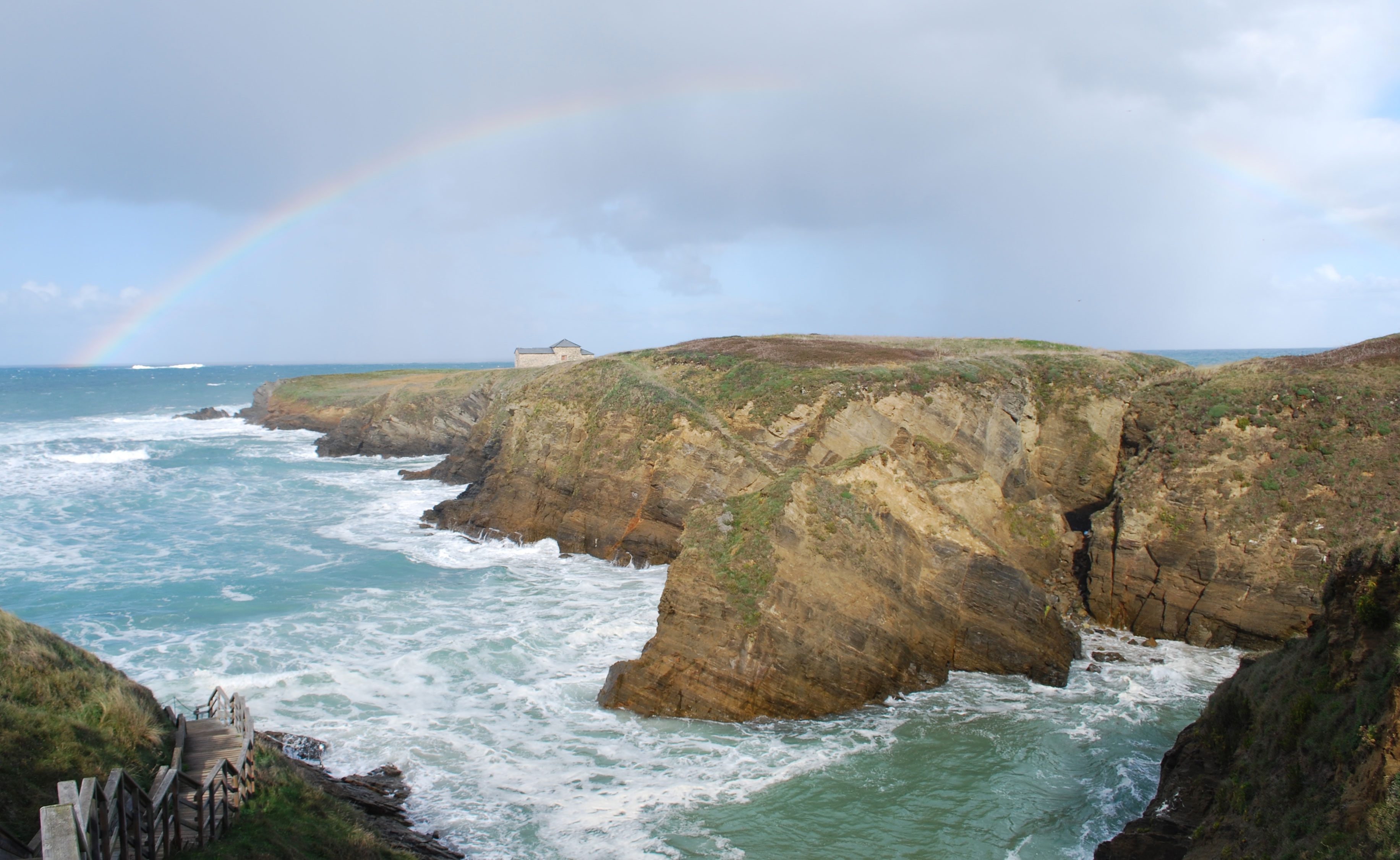
O castro de Santa Comba é um povoado galaico da Idade do ferro. O típico castro peninsular cuja ocupação se prolongou até o medievo.

### Pré-história e Idade Antiga
O território ferrolano mantem numerosos sítios arqueológico que testemunhan a longa ocupação que estas terras tem tido na história. Os restos mais antigos situam-se nas  colinas próximas a Brión (Ferrol), no chamado Monte da Chá de Brión, e Espadañido (Esmelle), onde se encontram  numerosos jazigos megalíticos ou "mámoas"  associados ao período Neolítico, entre os anos 5000 y 2500 a. C.
Da tradicional e intensa relação com o mar entre a população das costas das actuais Galiza, Irlanda,  ocidente da França e Grã-Bretanha, surgiu uma cultura conhecida como a idade do bronze atlântica. Nesse momento, por volta do 1500 a.C, nascen as primeiras aldeias calcolíticas, começam a utilizar-se os primeiros metais (cobre) e surgem as reapresentações pétreas conhecidas como petroglifos.  Nas proximidades de Ferrol, no monte de Chamorro, registram-se as agrupações de petroglifos mais  destacáveis deste período.
Na idade do ferro, por volta dos anos 900-800 a.C, inicia-se o uso do ferro,  metal mais resistente que permite a evolução tecnológica primitiva. O tipo de ruínas arqueológicas mais características desta época são os povoados fortificados conhecidos como "castros", e alguns dos seus melhores exemplos estão no território de Ferrol. Há mais de uma dúzia, muitos ainda visíveis, com uma grande diversidade de tipologias: costeiros ou peninsulares como os castros de Lobadiz e Santa Comba; castros situados na cima das colinas como os de Tralocastro, Croa de Fontá ou Santa Mariña; e castros de planície como os de Leixa ou Gafos.

### Romanização
Estas povoações castrejas tornaron-se parte definitivamente do Império Romano desde que Octávio Augusto se impôs militarmente por volta do 19 a.C. Embora a maior parte dos castros galaicos, como os das terras ferrolanas, ainda estaban habitados, gradualmente foram esvaziando-se a favor de uma nova forma de  exploração romana, a villae. Fazendo parte da província romana de Gallaecia, as villae estabelecidas entre os séculos III-VI a os pes da ría de Ferrol especializaram-se na exploração pesqueira e conserveira. Exemplo de isso são os sítios arqueológicos da vila de Noville (Mugardos) e Cariño (Ferrol).

### Idade Média
No ano 411 terminou a  dominação romana no território galaico. Vindos da Gália, os suevos migraram à Hispânia durante as Invasões bárbaras, fundando um reino na antiga província romana da Gallaecia (atual norte de Portugal e Galiza) que duraria entre 409 e 585 d.C., data em que foi anexado pelos visigodos, transformando-a num reino cujo primeiro monarca foi Hermerico (409-438).
A pesar disso, a primeira refêrencia escrita de uma aldeia con o nome de Ferrol, 'não aparece até 1087, nomeadamente no documento assinado o 30 de março do mesmo ano, no qual se faz uma doação ao mosteiro próximo de San Martín de Jubia,

### Idade Moderna
Ao longo da idade Moderna, devido às boas condições da sua ria para a atracação de embarcações, Ferrol vive períodos de prosperidade negociando com Inglaterra, França e os Países Baixos. No entanto, as guerras que o emperador Carlos V do Sacro Império Romano-Germânico  manteve contra França e ainda mais o conflito do rey Filipe II de Espanha con Inglaterra, cortaram o fluxo comercial e converteram a vila num local onde os exércitos se abasterceram, arrasando com tudo e apropriando-se dos bens do povo.
A  pilhagem e a destruição pelas Reales Armadas de Filipe II de Espanha constituiu um período de declínio, ficando reduzida a população de 250 vizinhos que tinha previamente a ter menos de 100 em 1603.
No ano 1724 Filipe V de Espanha ordenou a construção dos maiores estaleiros do norte de España na ría de Ferrol, no local de A Graña, encarregados ao engenheiro militar Francisco Montaigut, e Ferrol. No 1749 Fernando VI de Espanha dispôs a instalação dos estaleiros em Esteiro, e que Ferrol fosse a capital do Departamento Marítimo (Zona Marítima).
Nos dias 25 e 26 de agosto de 1800 teve lugar a Batalla de Brión, uma tentativa dos ingleses para tomar Ferrol e destruir os estaleiros, con mais de cem navios e 15.000 homes, comandados pelo almirante Warren e o general Pulteney, que acabou com a derrota e retirada das forças inglesas.

### Idade contemporânea
Isabel II de Espanha concedeu o título de "ciudad" (cidade), no ano 1858 à, nessa altura, "vila de Ferrol", título solicitado, anos atrás, pelo Conselho municipal e a Câmara de Comércio.
A guerra Civil Espanhola (1936-1939) e a vitória franquista constituiu que os estaleiros, oficinas, fundições e docas de Ferrol foram tomadas pelo Estado em 1945 sob o nome de «Bazán», depoís renomeados como «IZAR» e desde Janeiro de 2005 como «Navantia» (sociedade pública espanhola dedicada à construção naval civil e militar).
Durante a guerra, dado que o Chefe de Estado surgido do conflito, Francisco Franco (1892-1975), nasceu em Ferrol, em 1938 o nome do município foi mudado por El Ferrol del Caudillo, denominação que, com a chegada da democracia, voltou a mudar para Ferrol em 1982.
Desde 1982 até o fins da década dos noventa a cidade de Ferrol tem tido numerosos problemas devidos ao declínio do sector naval.
Em qualquer caso, o novo milénio, tem sido um tempo de relativa prosperidade económica, com a  criação de novas infra-estruturas como a Autopista del Atlántico ou a  construção do porto exterior de Ferrol.

## Demografia
| 18.669                                            | 23.848 | 25.701 | 25.281 | 26.331 | 30.350 | 35.563 | 59.829 | 77.030 | 74.766 |
| Fonte: Censo de población (INE Archivo) / INEbase |        |        |        |        |        |        |        |        |        |

| 87.736                                            | 87.691 | 83.048 | 81.255 | 77.155 | 73.638 | 69.452 | 66.065 | 65.560 |
| Fonte: Censo de población (INE Archivo) / INEbase |        |        |        |        |        |        |        |        |

## Arquitetura

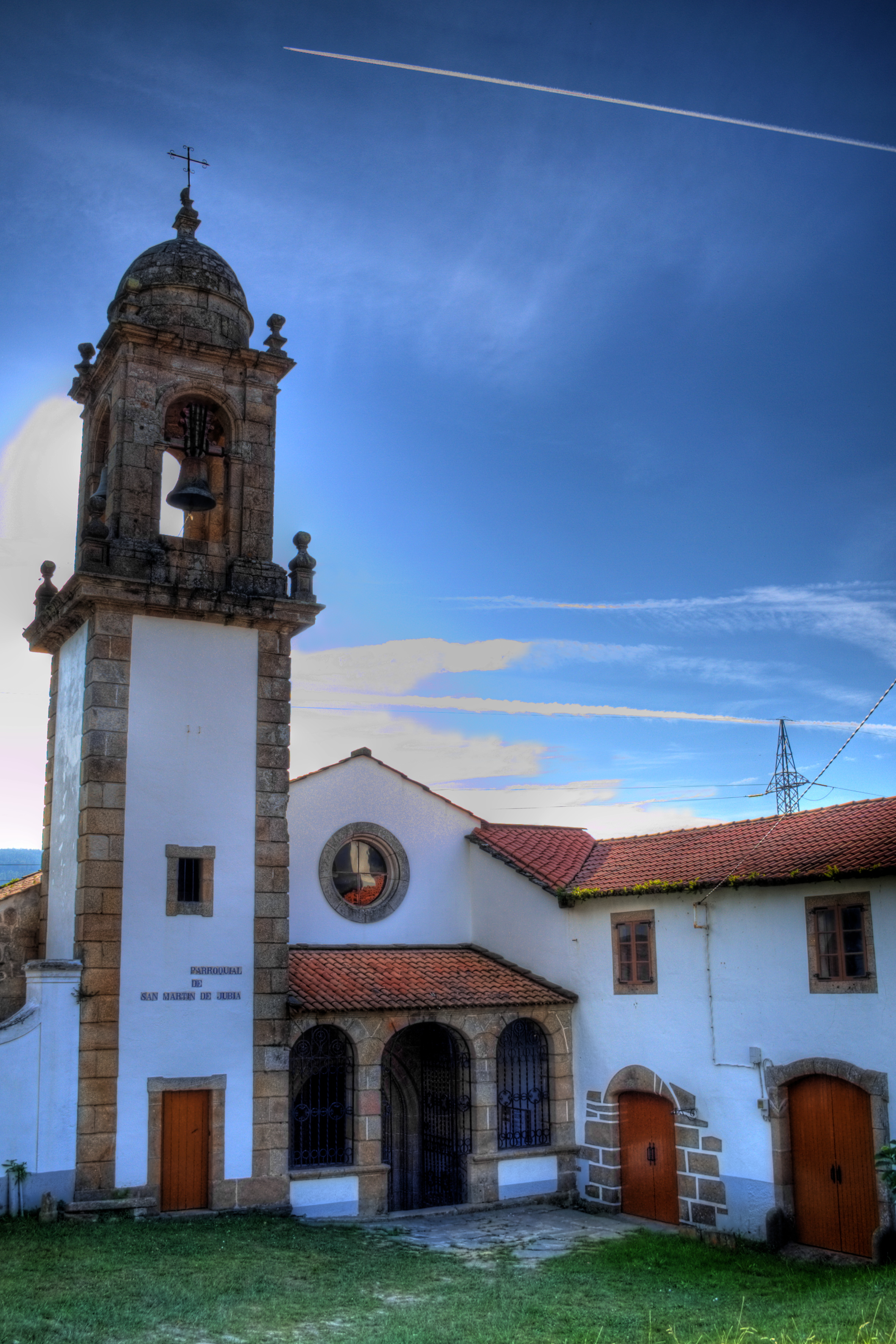
O mosteiro de San Martín de Jubia, nas proximidades de Ferrol, é o centro monástico mais antigo do município.

### De vila medieval a cidade Iluminista
Quanto à arquitetura, ainda é visível em Ferrol o traçado medieval do bairro de Ferrol Velho, ainda a se recuperar do abandono institucional. 
Embora não há nada das antigas construções da primitiva vila, sim há vestígios gráficos e documentais do século XVIII graças à planta de Ferrol do engenheiro Francisco Montaigut de 1732.
A referida planta mostra a vila de Ferrol como um diminuto vilarejo agrícola e pesqueiro de forma triangular, com um porto e um tecido urbano medieval, que se desenvolveu ao longo do século XIII
A morfologia urbana e arquitectónica do Ferrol do presente surge com os estaleiros e o Arsenal construídos durante a Ilustração no reinado dos primeiros Bourbones, especialmente de Fernando VI de Espanha e Carlos III de Espanha. O projeto salientou o desenvolvimento de um novo espaço urbano, que marginalizou o Ferrol velho, com a criação de um bairro principal, de  inspiração racionalista, com traçado ortogonal e predios representativos da burguesía,, "A Magdalena", habitada por uma população ligada ao estamento militar; e um outro, o bairro de "Esteiro", habitado por operarios ligados à construção naval.
O estadista Pascual Madoz descreveu assim o Ferrol no seu "Dicionário geográfico-estadístico-histórico de España e as suas posses de ultramar", de 1847:
O bairro de La Magdalena, que começou a ser construído no ano 1761, foi declarado Conjunto histórico-artístico em 1983.
O esforço para fazer de Ferrol um centro militar e naval dotou à cidade de um grande arsenal. Aqui estão reunidos os melhores exemplos de arquitetura neoclássica dos quais se destaca a Cortina uma muralha fortificada com 500 metros de comprimento que emerge da água para defender os Arsenais dos ataques marítimos. Ao mesmo tempo, ergueu-se o Castelo de São Filipe a construção militar mais importante de Ferrol, situado num ponto privilegiado da entrada da ria.

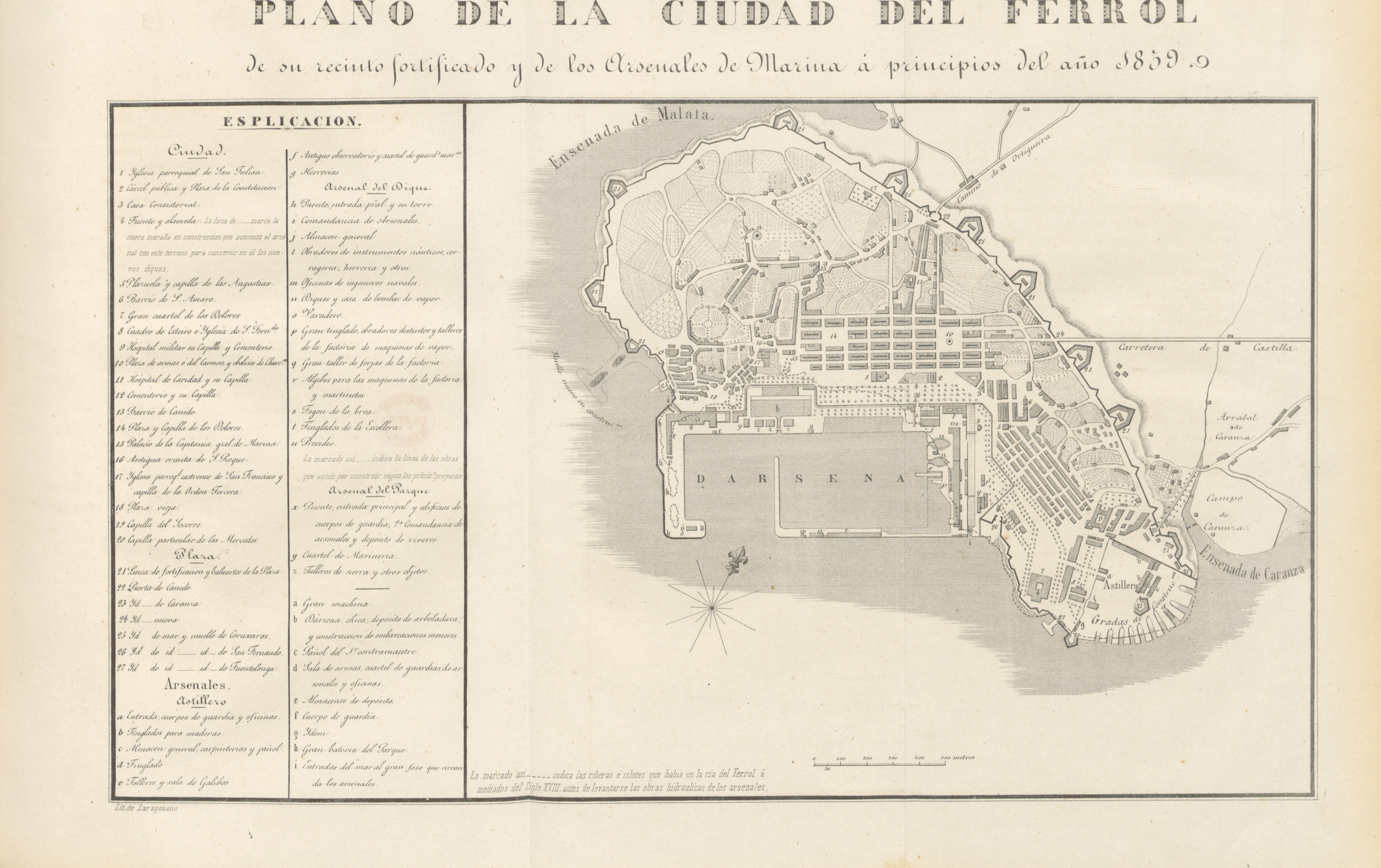
Planta da cidade de Ferrol, de seu recinto fortificado e dos Arsenais da Marina, de 1858.

### Expansão da cidade
O período de 1900 a 1936 caracteriza-se por a demolição do muro do século XVIII que rodeava a cidade. 
Ferrol expande sua rede urbana por meio de uma ampliação que reordena os acessos, ruas, e infra-estruturas rodoviárias, naquela época muito deficitárias. 
A Câmara municipal estabeleceria uns “Decretos Municipais” para regulamentar a utilização e a estructura urbana.
No ano 1900 é criado o posto de Arquiteto da Câmara para exercer o control municipal sobre o desenvolvimento urbanístico e arquitetónico da cidade. O primeiro em desempenhar o posto foi Nicolás Pérez de Agreda y Álvarez-Pol. Destaca a figura de Rodolfo Ucha Piñeiro, que foi Arquiteto da Câmara de Ferrol de 1909 a 1936, e desenhou muitos dos seus edifícios emblemáticos. Foi seguido por Nemesio López Rodríguez.
Entre 1900 e 1920 praticou-se em Ferrol a arquitetura eclética e a historicista, associadas aos gostos estéticos da sociedade e à dos próprios arquitetos. No entanto, estes dependiam na sua atividade das encomendas, nem sempre inovadoras, dos clientes. Apesar disso, a evolução para novas estéticas surgiu principalmente da construção de residências privadas, muitas delas de estilo art nouveau. Na década de 1930 Ferrol já tinha um conjunto de edifícios de ar moderno, a par das novas tendências que prevaleciam na Europa. De esse período são alguns dos prédios  ainda existentes dos arquitectos Manuel Riva de Soto, Nicolás Pérez de Ágreda y Álvarez Pol, Pedro R. Marino Ortega, Julio Galán Carvajal (introdutor do art nouveau em Ferrol com o seu projeto de Dispensário Antituberculose) e Rodolfo Ucha Piñeiro.

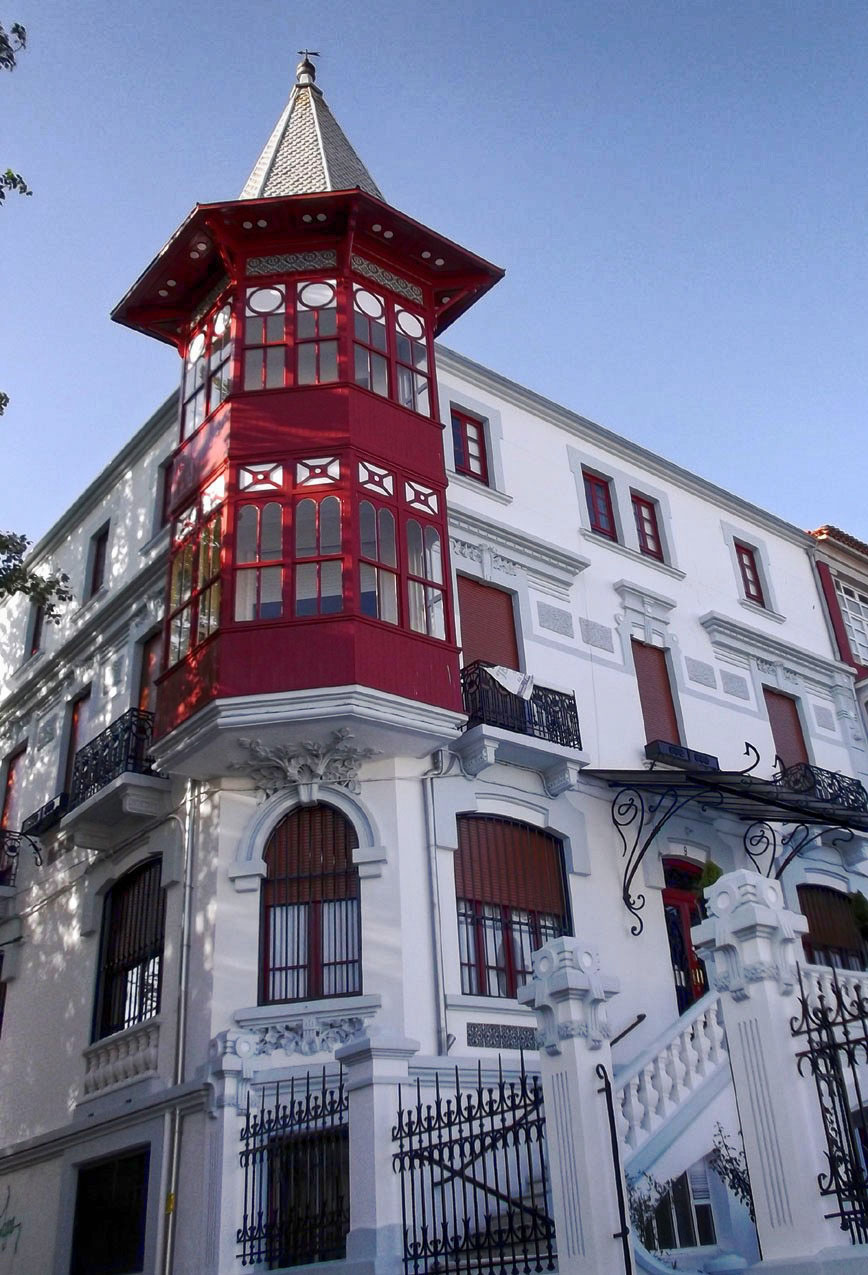
Casa Antón ou chalet Antón, edifício de estilo arte nova situado na cidade de Ferrol (Galiza, España), obra do arquiteto galego Rodolfo Ucha Piñeiro.

### Novo urbanismo de Ferrol
Entre 1940 e 1959, período da posguerra espanhola em que se desenvolveu o modelo de autarquia económica, as novas construções da cidade voltaram à situação de preguerra, tanto na aparência como na qualidade arquitetónica. Além disso, ocorre uma  involução construtiva com o regresso de estilos imperiais ou academicistas causada pelo uso político do poder do regime contra as correntes modernas ligadas ao progressismo.
Ao longo do último terço do século XX, Ferrol conheceu um crescimento urbano arbitrário, seguindo o traçado, em ambos os lados, das estradas principais de acesso, como a estrada de Castela. Ao mesmo tempo, o bairro histórico de La Magdalena foi perdendo  população, que se mudou para municípios limítrofes como Narón.
Em 10 de feveeiro de 2011 a Junta da Galiza declarava Ferrol Vello [Bem de Interesse Cultural (BIC), com a categoría de conjunto histórico. Reconhezia-se  assim, normativamente, a importância histórica  deste  espaço, com o fim de parar sua degradação e rehabilita-lo para recuperar parte da memória histórica da cidade.

## Economia

### Construção naval

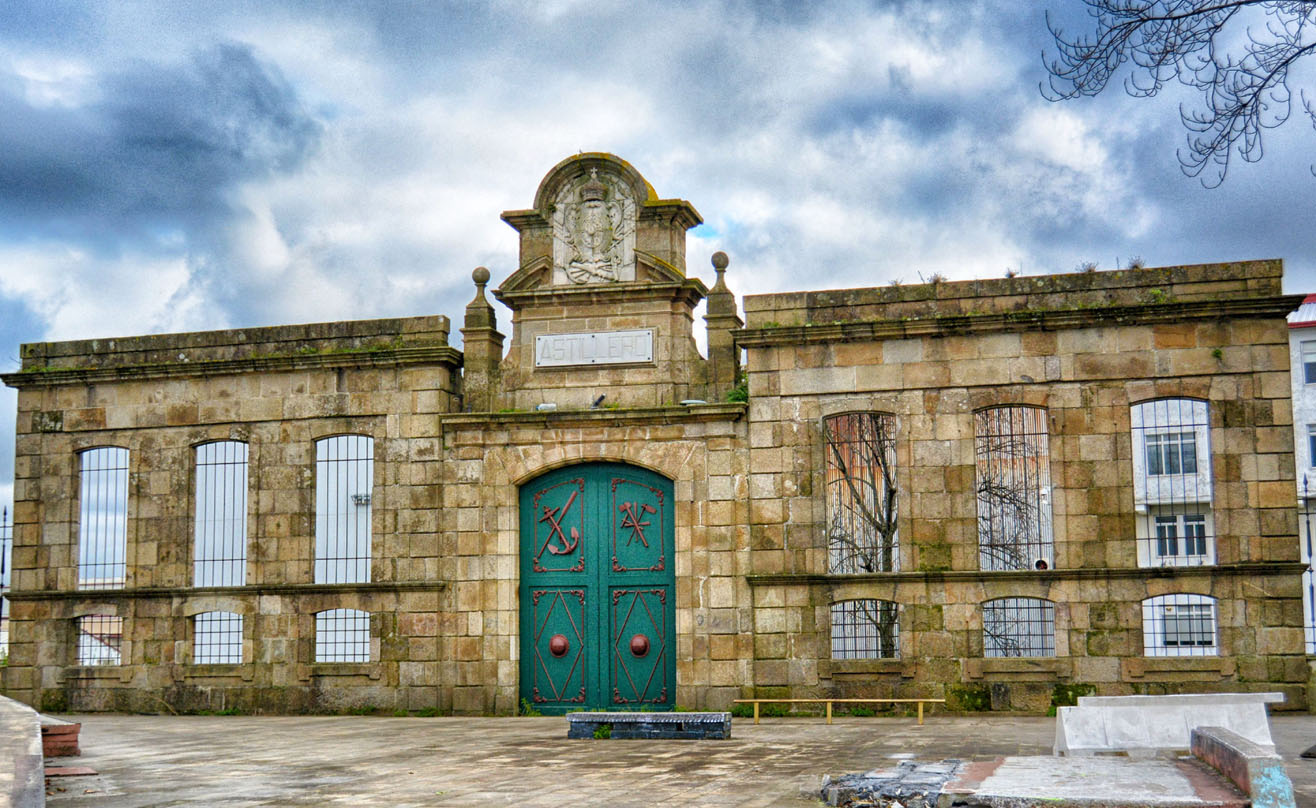
Porta do estaleiro naval, em frente ao "Cuadro de Esteiro" (s. XVIII).

Os estaleiros, fundados no reinado de Filipe V de Espanha, têm sido o motor de Ferrol e da sua região por muitos anos. Atualmente, é uma indústria em crise, mas continua a ser um dos pontos com maior capacidade industrial (indústria pesada) em toda a Galiza. Em Ferrol estão os estaleiros da empresa pública Navantia, especializada na construção quer de grandes navios de guerra, quer na reparação de grandes navios (buques cisterna, petroleiros, etc.)

### Porto de Ferrol
O porto de Ferrol é um complexo portuário militar, pesqueiro e comercial, de passageiros, mercadorias e desportivo, em torno da cidade de Ferrol, que desempenha um papel importante na economia local. Composto por duas docas, uma no ambiente da cidade e outra na foz do estuário, possui o segundo maior movimento de mercadorias da Galiza. Destaca-se na importação de carvão para a usina termoelétrica Endesa em Puentes de García Rodríguez (Central térmica de As Pontes), embora atualmente o seu futuro seja complicado; gás para a usina Reganosa e madeira para a Ence (Energía y celulosa, S.A.) e outras empresas.  O porto externo possui um dos maiores terminais de contentores da Galiza, operado pela empresa FCT. Atualmente, estão a ser feitos progressos no projeto de conexão ferroviária com essas instalações portuárias.

### Instalações militares
A Marinha espanhola forma outra das colunas fundamentais da cidade de Ferrol. A "cidade departamental" é a sede do:
- 31º Esquadrão de Acompanhantes (fragatas da série F-100).
- Escola de Especialidades "Antonio de Escaño".[32]
- Uma escola especializada em A Graña.[33]
- Terceiro do Corpo de Fuzileiros Navais, que tem mais de 350 soldados.

### Parques industriais
A cidade possui um parque industrial único, partilhadao com a cidade de Narón, com uma área combinada de 1.337.045 m². É o parque Industrial A Gándara, urbanizado entre o final da década de 1970 e o início da década de 1980. Atualmente, possui 100% de ocupação e é  uma propriedade eminentemente comercial, que abriga vários revendedores de automóveis, lojas de brinquedos, armazéns de roupas, lojas de móveis, estações de serviço, o centro comercial/Shopping Alcampo (Auchan), oficinas de automóveis, etc.

### Áreas comerciais
As áreas comerciais e de lazer da cidade, por excelência, são:
- Bairro La Magdalena: O centro urbano da cidade, com uma disposição em forma de quadrícula, constitui a principal área comercial e de lazer da cidade, especialmente nas suas ruas. As principais são: Rua Real, Magdalena, Igrexa, Dolores, Galiano e María.
- Rodovia de Castilla: Também conhecida como "Estrada de Castela". Historicamente, a principal artéria da cidade que, como uma avenida comercial, liga a Plaza de España à fronteira municipal de Narón.
- Estrada Catabois: Também conhecida como "Estrada de Catabois". Por mais de dois quilômetros, podemos encontrar comida, decoração, bancos, oficinas mecânicas, etc. Destaca-se o número de estabelecimentos hoteleiros, com dezenas de terraços instalados em suas amplas calçadas.

### Superfícies comerciais
A cidade possui três áreas comerciais:
- Alcampo Ferrol: Primeiro shopping aberto da cidade. Possui uma área de 14.800 m² e está localizado no Polígono de A Gándara. Foi inaugurado em 1986. Além do hipermercado, existe uma galeria comercial com cerca de vinte estabelecimentos de vários setores (cafés, pet shop, agência de viagens, oculista etc.). Foi o primeiro hipermercado em Alcampo que possuía um posto de gasolina aberto desde 1992. Nas suas instalações, existe uma loja de bricolage da rede Aki.
- Centro Comercial Porta Nova: inaugurado em 1995, possui uma área aproximada de 7.500 m². Está localizado na Plaza de O Inferniño, no terreno ocupado pelo antigo Estádio Manuel Rivera, casa do Racing de Ferrol, antes de se mudar para suas instalações em A Malata. Possui um grande supermercado GADIS.
- Parque Ferrol: área comercial de cerca de 22.000 m² localizada na área de O Boial. Aberto ao público em 2013, abriga empresas de vários setores comerciais, como Carrefour, Mediamarkt, Burger King, Lidl, Brico Dépôt, Sprinter, C&A, Casa, Kiwoko e Merkal Calzados, além de vários locais menores destinados a cafeterias, agência de viagens, administração de lotarias, etc.

## Pontos de interesse
- Marina de Ferrol e porto de pesca

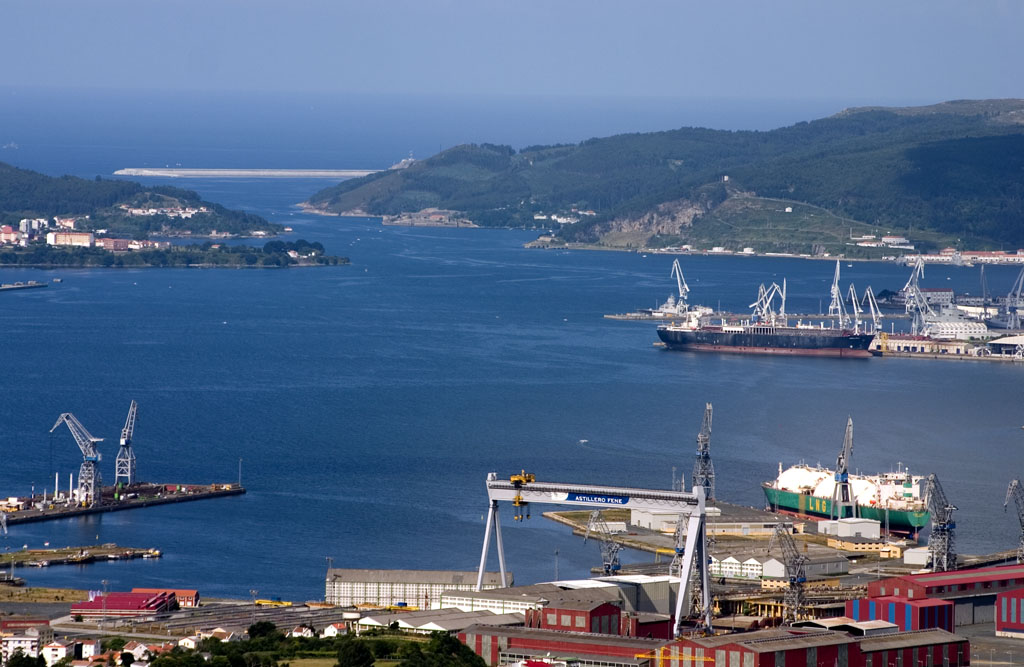
Ferrol, vista do porto.

- Estátua do Marquês de Amboage na praça de mesmo nome, no bairro de La Magdalena
- Museu Naval (Centro Herrerías)
- Exponav (Exposição Nacional de Construção Naval)
- Museu da Sociedade Galega de História Natural
- Museu da Páscoa
- Bairro de Magdalena: data do século XVIII, com ruas de xadrez e galerias
- Cantón de Molíns, onde crescem árvores antigas  e se encontra a Aula de Ecologia Urbana, centro cultural de Upcycling
- Parque Municipal "Raíña Sofía", que abriga o espaço temático das águas da Aquaciência, inaugurado em 2000[35].
- Teatro Jofre
- Cocatedral de San Julián (no bairro de La Magdalena);
- Igreja neoclássica de São Francisco (no bairro Ferrol Vello)
- Edifício do Arsenal
- Castillo de San Felipe (na margem oposta está o Castillo de La Palma, pertencente ao município de Mugardos)
- Ermita de Chamorro: localizada no monte Chamorro, na freguesia de San Salvador de Serantes. A partir deste eremitério, você pode apreciar uma bela vista da cidade de Ferrol e seus arredores. No dia da Virgem de Chamorro é celebrada uma grande peregrinação;
- Eremitério e depósitos da ilha de Santa Comba
- Passeio de barco de Ferrol a Mugardos (do cais de Curuxeiras)
- Capitania Geral e Jardins Herrera: ao lado desses jardins estão as estátuas de Marte e Júpiter, as mais antigas de Ferrol. O edifício da Capitania em breve será convertido em Arquivo e Biblioteca do Exército
- Praias: A costa ferrolana é composta por várias praias virgens, muito populares entre os banhistas no verão e durante todo o ano para os fãs de surf e windsurf. Em 2014, quatro deles têm bandeira azul: Doniños, San Jorge, A Fragata e Esmelle. Os de Santa Comba, Ponzos e Covas também se destacam
- Entrada para o estuário de Ferrol (área "Entre Castillos"): mirante privilegiado de onde a entrada do estuário, o estreitamento do estuário (onde estão localizados os castelos de San Felipe e A Palma, um deles em cada margem) e a fachada marítima da cidade

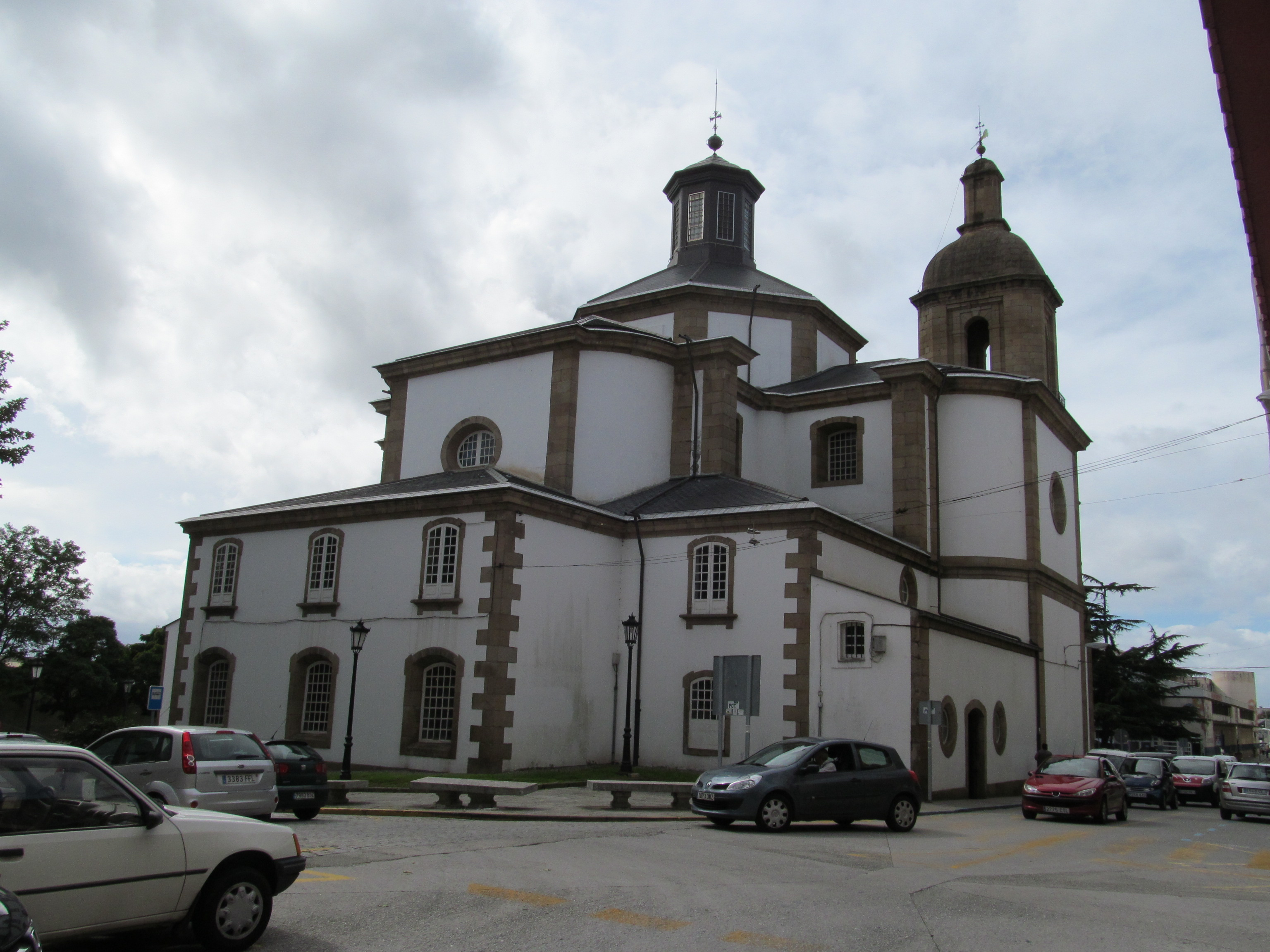
Igreja concatedral de São Julián de Ferrol.

## Parimónio da Humanidade
A Xunta de Galicia iniciou em 2006 o Processo perante as autoridades do Ministério da Cultura espanhol para incorporar seus edifícios mais importantes da era do Iluminismo (castelos de San Felipe e La Palma, que guardam o estuário de Ferrolan) e o Arsenal para a Lista do Patrimônio Mundial da UNESCO. O primeiro procedimento foi a inclusão na lista indicativa de nomeações espanholas, 49 sempre levando em consideração que só é possível propor à UNESCO um conjunto por ano.

## Festividades
- A Páscoa em Ferrol, considerada um festival de interesse turístico internacional desde 2014. Desde 1995, é considerado um festival de interesse turístico nacional.

Um total de cinco irmandades, reunidas na Junta Geral de Irmandades e Irmandades, organizam cerca de vinte desfiles de procissão durante a Semana da Paixão. Estes são:
- Fraternidade venerável, real e muito ilustre do Santo Cristo da Misericórdia e Maria Santíssima das Dores
- Fraternidade Pontual, Real e Ilustrada de Nossa Senhora das Dores
- Fraternidade da Solidão
- Irmandade dos Cavaleiros do Enterro Sagrado
- Fraternidade Fracionada
- Noite das Pepitas: É comemorada na véspera do dia 19 de março (normalmente na tarde da noite do dia 18). Vários grupos musicais de Ferrol e sua região (conhecidos como rondallas) enchem a cidade com seus sons, pairando ao redor das mulheres de Ferrol, que assistem ao show nas varandas do bairro A Magdalena. Ao anoitecer, há um recital de rondallas na Plaza de Amboage, com a participação de todos aqueles que andaram pelas ruas à tarde. Esta celebração é considerada um festival galego de interesse turístico.
- Festivais de verão: Durante o mês de agosto, acontecem por toda a cidade, incluindo apresentações musicais de primeira classe, zarzuela, shows ao ar livre, feira medieval e vários eventos desportivos. Atingem o seu clímax na noite de 31 de agosto, dia de San Ramón, com um espetáculo pirotécnico à beira-mar, em homenagem ao marquês de Amboage.
- Peregrinação de Chamorro: é comemorada na segunda-feira de Páscoa (feriado local em Ferrol). É uma das tradições mais profundamente enraizadas da cidade. O povo de Ferrol sobe a encosta da montanha até chegar ao eremitério da Virgen del Nordés (ou Chamorro), onde deposita as suas ofertas na forma de ofertas votivas. Após as celebrações religiosas, começa o dia do país acompanhado pela música tradicional galega e pelos típicos donuts de peregrinação que são vendidos nas barracas montadas para a ocasião.
- 7 de janeiro: Dia de San Julián (San Xiao, na Galiza), feriado local. É o santo padroeiro da cidade e a sobremesa tradicional que é comida naquele dia é pudim de arroz. Geralmente, são distribuídas rações gratuitas para a sobremesa na Plaza de Armas, onde fica a prefeitura, que também organiza eventos institucionais naquele dia.

## Personagems ferrolans na história da Espanha
- Pablo Iglesias Posse (1850-1925), fundador do Partido Socialista Operário Espanhol (PSOE) e da União Geral dos Trabalhadores (UGT)
- Concepción Arenal (1820-1893): licenciada em Dereito, escritora, jornalista, poeta, romancista. Foi a primeira mulher universitária espanhola, en 1841.
- Victoriano Sánchez Barcáiztegui (1826-1875): militar e marino.
- José Canalejas (1854-1912): político progresista do Partido Liberal. Foi primeiro Ministro em 1910.
- Fernando Álvarez de Sotomayor (1875-1960): pintor y profesor de Bellas Artes.
- Francisco Franco (1892-1975): Jefe de Estado militar e ditador. que gobernó en España tras la Guerra civil española hasta su muerte el 20 de noviembre de 1975.
- Ramón Franco (1896-1938): aviador, militar y político. Formó parte en el Vuelo del Plus Ultra.
- Jaime Quintanilla (1898-1936): primer alcalde republicano de Ferrol, fusilado por los franquistas un mes después del início de la Guerra Civil.
- Gonzalo Torrente Ballester (1910-1999): escritor, periodista y profesor. Autor de Los gozos y las sombras, La saga/fuga de J. B.... Uno de los grandes escritores españoles del siglo XX, perteneciente a la Generación del 36.
- Ricardo Carvalho Calero, filólogo, crítico e autor literário nos mais diversos géneros (poesia, teatro, narrativa e ensaio), primeiro catedrático de Língua e Literatura Galega numa Universidade da Galiza. Nascido em 1910, foi o grande defensor no âmbito científico e académico da unidade linguística galego-portuguesa. Reconhecido oficialmente como Filho Predilecto de Ferrol e como Filho Ilustre da Galiza, faleceu a 25 de Março de 1990 em Compostela.

## Ferrovias
Estação Ferroviária de Ferrol.
Ferrol é a única cidade galega que possui uma linha de medida métrica, uma linha que liga a cidade a Gijón. É também o ponto final da linha de bitola ibérica, também da Adif, que começa em Betanzos-Infesta, onde se conecta à linha Palencia-La Coruña-San Cristóbal. A Estação de Ferrol recebe os serviços de passageiros e de carga. Existe uma filial da Adif que conecta a estação da cidade ao porto de Ferrol, usado exclusivamente para mercadorias. Essa ramificação está na fase de extensão 52 da doca externa da porta.
Graças a todas essas conexões ferroviárias, a cidade tem comunicação direta com cidades como Corunha, Lugo, Leão, Valladolid, Zamora, Madri, Gijón ou Oviedo, com os serviços da Renfe.

## Cultura
- Centro Cultural Torrente Ballester: Ocupa as instalações do antigo Hospital de Caridade, localizado no bairro A Magdalena. É um edifício que data de 1786, dedicado à cultura desde 1993. Acomoda todos os tipos de manifestações artísticas, especialmente as novas tendências. Abriga permanentemente a exposição de pinturas de Felipe Bello Piñeiro e gravuras de Máximo Ramos. A antiga capela do antigo hospital serve de cenário para vários eventos culturais, do teatro a apresentações musicais para minorias. Tem capacidade para 176 espectadores.

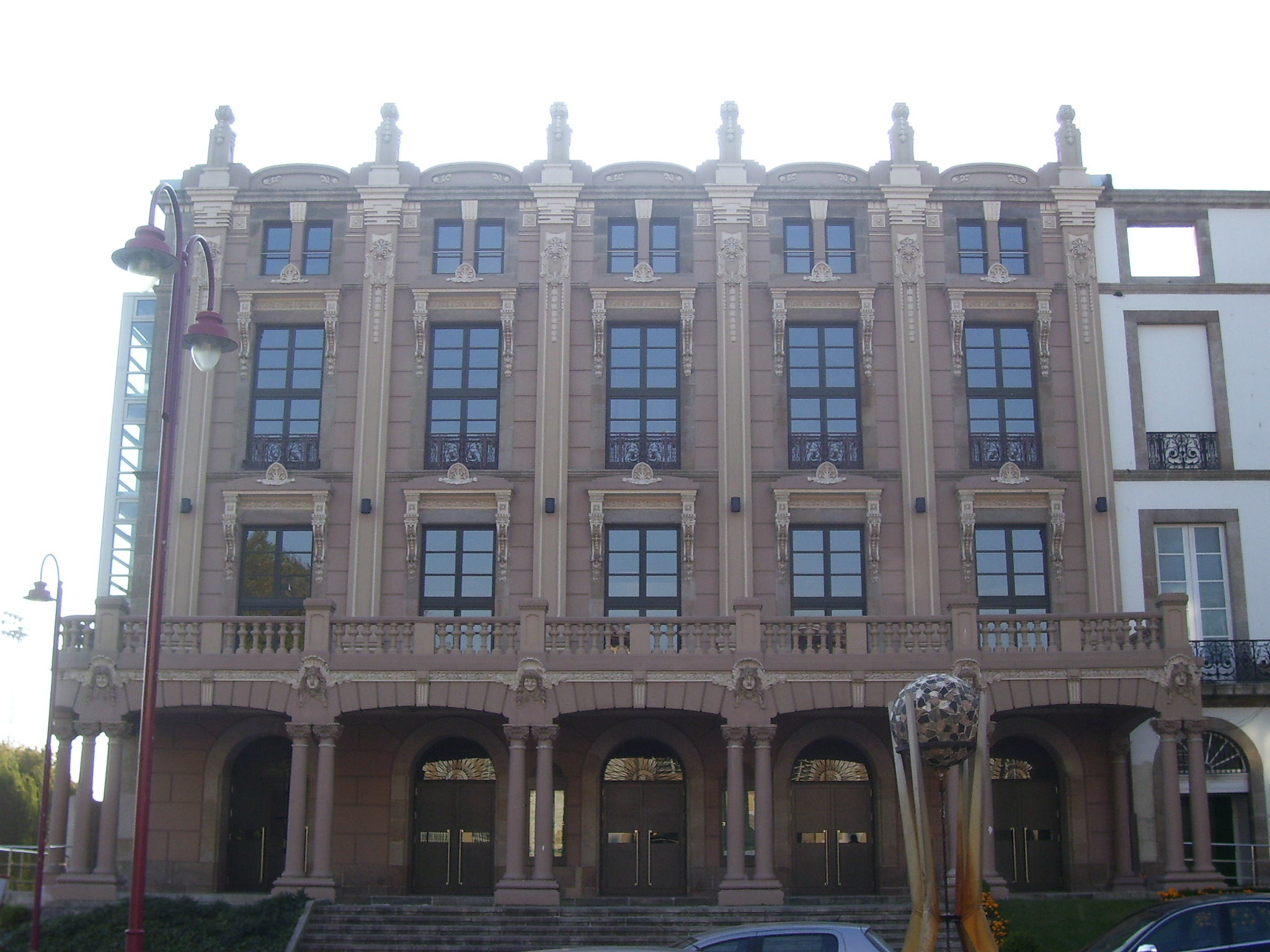
Teatro Jofre

- Teatro Jofre: edifício emblemático da cidade, inaugurado em 1892, com uma planta em forma de ferradura. Sua acústica maravilhosa o torna o cenário perfeito para óperas, orquestras, zarzuelas e todos os tipos de apresentações musicais. Tudo isso é complementado por performances teatrais de primeira classe e outros tipos de eventos que ocorrem em suas instalações (galas, eventos institucionais, etc.). Foi reaberto em 2005 após um cuidadoso processo de reabilitação e tem capacidade para 556 assentos. Destaca-se a fachada, obra de Rodolfo Ucha, que foi o maior expoente do modernismo em Ferrol.
- Auditório de Ferrol: Com capacidade para 900 espectadores, destina-se a grandes apresentações artísticas e musicais: óperas, música contemporânea, musicais, etc; bem como reuniões, congressos, conferências e todos os tipos de reuniões profissionais que exigem um grande espaço. Está localizado no bairro de Caranza.
- Centro Cívico de Caranza: Espaço pequeno, dedicado a pequenas exposições, apresentações musicais de grupos locais e ciclos de teatro amador. Está localizado no bairro de Caranza.
- Ateneo Ferrolán: Localizado na Calle Magdalena, abriga séries de filmes, conferências, pequenas exposições, debates e todo tipo de evento cultural.
- Museu Naval: Localizado nas instalações da Marinha Espanhola, oferece a possibilidade de visualizar todos os tipos de objetos relacionados à Marinha, tanto modelos quanto partes de navios, bandeiras de combate, uniformes, mapas, fotografias, etc.
- Exposição Nacional de Construção Naval (Exponav): Mostra os processos de construção de um navio, suas partes mais importantes, operação, etc. Abriga restos de naufrágios de vários séculos atrás, como os da Fragata Santa María Magdalena. Por meio do audiovisual, oferece a possibilidade de conhecer mais profundamente o processo de construção e lançamento de um navio. Baseia-se especialmente no trabalho realizado pelos estaleiros Ferrol e sua região, dedicando todo o primeiro andar da propriedade exclusivamente a eles, com atenção especial ao antigo ASTANO.
- A Fundação (A Fundación): Realiza palestras, conferências, séries de filmes de autores e todo tipo de atos no seu auditório. Dedica vários andares da sua imponente sede, localizada no Cantão de Molins, a todos os tipos de exposições não permanentes, principalmente pintura, fotografia e gravura.
- Museu da Sociedade Galega de História Natural: Aqui pode ver-se ossos e restos dissecados de pássaros, mamíferos marinhos, crustáceos e outros seres vivos. Está localizado na Plaza de Canido.
- Museu da Páscoa: Podem ver-se muitas das imagens e utensílios que participam da Páscoa em Ferrol, declarados de interesse turístico internacional. Está localizado nas encostas mais baixas de Mella.

## Desporto
O desporto por excelência da cidade é o triatlo, em que Ferrol é referência no cenário estadual e galego. Durante 10 anos, o Ferrol Swimming Club teve uma seção de triatlo, da qual fazia parte o tricampeão mundial Javier Gómez Noya. Desde 2006, a cidade possui uma equipa: o Clube Ferrol Triathlon. Vários campeões da Espanha são membros de suas fileiras e possui uma das mais numerosas escolas de triatlo do Estado. Em Ferrol, são organizados testes de alto nível: Campeonato Espanhol, Campeonato Ibero-Americano, Liga Nacional de Clubes, Campeonato Galego, etc.
A cidade possui equipes de várias disciplinas esportivas. Na categoria masculina, o mais representativo é o Racing Club de Ferrol, próximo ao seu primeiro centenário da história e clássico da Segunda Divisão B. Ele é o atual campeão do Grupo I da Terceira Divisão e disputa o campeonato da Segunda Divisão B. , competindo no grupo I.
Outros destaques incluem O Parrulo Futsal, no rugby do Ferrol Rugby Club e no basquete do Ferrol CB.Herrol historicamente foi uma referência no mundo do basquete, com a presença do OAR Ferrol Basketball Club na Liga ACB por mais de dez anos e a Copa Korac. Precisamente no basket, mas na categoria feminina, a Ferrol tem uma equipa na mais alta competição nacional, o Ferrol University Club, jogando em 2014-2015 na LIGA 1. O clube fundado em 1997, disputa as suas partidas no Esteiro Sports Center. Assim como existem clubes relacionados a atividades aquáticas.

### Instalações esportivas
As principais instalações Desportivas da cidade são:
- Estádio de Malata, da arquibancada;
- Campo de futebol, com capacidade para 12.043 espectadores nas arquibancadas. Também possui piscina aquecida, academia, drome de rock e lago artificial para caiaque-polo.
- Centro Polidesportivo A Malata:

Com superfície em parquet, tem capacidade para 5000 espectadores. Acolhe principalmente partidas de futebol de salão, basquete e handebol, além de exposições de ginástica e outros desportos.
Sectores deste polidesportivo:
- Pistas de atletismo, quadras de tênis e paddle.
- Complexo esportivo "Javier Gómez Noya", localizado no bairro de Caranza, possui campos de futebol, quadra de esportes e piscina coberta aquecida. Ele recebe esse nome desde 2008, como uma homenagem ao triatleta e medalhista olímpico ferrolano Francisco Javier Gómez Noya.
- Esteiro Sports Center
- Ensanche Sports Center
- Campos de futebol de A Gándara.

## Serviços

### Meios de comunicação
- Diario de Ferrol: Jornal local fundado em 1999
- La Voz da Galicia: A cidade possui uma delegação deste jornal nacional

Televisão:
Locais:
- Televisão Ferrol Canal 31 (televisão local da cidade)

Rádio:
Galegas:
- La Voz de Galicia (rádio do Jornal)
- Radio Galega En 103.90 FM
- Rádio Galega Música Na 106.30 FM
- Rádio Voz Com 105.40 FM
Nacionais:
- Kiss FM às 87.90 FM
- Chain 100 A Coruña-Ferrol Em 88.70 FM
- Los 40 Principales Coruña At 91.00 FM
- Rádio Clássica: Às 91,60 FM
- Gerenciar Rádio: às 93.10 FM
- Cadena SER Radio Ferrol Em 93.0 FM
- Rádio 3: às 94.50 FM
- Europa FM Às 95.00 FM
- Rádio 5: a 95,80 FM e 558 OM
- M80 Radio Coruña At 97.60 FM
- Cadeia Ferrol COPE Em 97,90 FM e 837 OM
- Discagem em cadeia Rías Altas Em 98.50 FM
- Rock FM Com 98.90 FM
- Onda Cero Ferrol At 99.30 FM
- Rádio Nacional Com 100,40 FM e 639 OM
- MegaStar FM Ferrol Às 101.30 FM
- Radio María Ferrol Com 102.30 FM.

## Política e administração pública
A cidade de Ferrol é a capital da região de Ferrolterra, com a qual abriga várias instituições civis e militares, como a sede da Autoridade Portuária de Ferrol-San Cibrao, a Comunidade da Ria ou os Tribunais de Primeira Instância e Instrução do Partido Judicial de Ferrol.
A sessão plenária municipal da Câmara Municipal de Ferrol é composta por 25 vereadores.
Historicamente, o governo da cidade sofreu grande instabilidade, com coalizões e movimentos de censura sendo comuns. Nas eleições municipais de 2019, a candidatura do Partido Popular, liderada por José Manuel Rey Varela, conquistou 12 vereadores, o do Partido dos Socialistas da Galiza-PSOE 8, o de Ferrol en Común 3 e, finalmente, o do Bloco Nacionalista Galego.
Um acordo de posse entre PSdeG-PSOE, Ferrol en Común e BNG permitiu que Ángel Mato Escalona, do PSdeG-PSOE, que fundou um governo municipal minoritário, ingressasse na prefeitura.

## Cidades irmãs
- Vila do Conde, Portugal (1973)[38]
- Águeda, Portugal (1999)[39]
- Viana do Castelo, Portugal[39]
- Cartagena, Espanha
- Lugo, Espanha (2000)[40]
- Mondoñedo, Espanha (2004)[41]